# Discoscelis canaliculata
Discoscelis canaliculata är en skalbaggsart som beskrevs av Schmidt 1889. Discoscelis canaliculata ingår i släktet Discoscelis och familjen stumpbaggar. Inga underarter finns listade i Catalogue of Life.